# Campanula dimorphantha
Campanula dimorphantha är en klockväxtart som beskrevs av Georg August Schweinfurth. Campanula dimorphantha ingår i släktet blåklockor, och familjen klockväxter. Inga underarter finns listade i Catalogue of Life.